# Орбай, Рауф
Хусейн Рауф Орбай (тур. Hüseyin Rauf Orbay, абх. Рауф Ашьхаруа; 27 июля 1881, Константинополь — 16 июля 1964, Стамбул) — государственный деятель Турции первой половины XX века, премьер-министр Турции в 1922—1923 годах.

## Биография
Родители Орбая — выходцы из высокогорного абхазского общества Псху, выселенные к концу Кавказской войны в Османскую империю. Его отцом был Мехмет Музаффер-паша, адмирал и член османского парламента.
Закончил военно-морское и инженерное училище (1889). Служил в качестве офицера в османском флоте.
Занимал различные ответственные должности, работая в США, Германии, Англии.
Принимал участие в Балканских войнах и Первой мировой войне в качестве командира крейсера Хамидие. В звании подполковника был назначен главнокомандующим военно-морских сил Турции.
Представлял страну на важных международных конференциях. Был руководителем турецкой делегации на Трапезундской конференции 1918 года. На борту английского броненосца «Агамемнон» на острове Лемнос 30 октября 1918 года в качестве военно-морского министра подписал Мудросское перемирие. Затем Орбай выступал как один из лидеров движения младотурок.
В его честь Нестор Лакоба назвал своего сына Рауфом.
С началом войны за независимость Турции покинул правительство и отправился в Анкару, поддержав Кемаля Ататюрка. На Сивасском конгрессе (1919) был делегатом и заместителем председателя.
После прихода Ататюрка к власти стал его ближайшим сподвижником. Находился на посту премьер-министра Турции в 1922—1923 годах. В 1924 году выступил одним из основателей оппозиционной Прогрессивной Республиканской партии. После её запрета в 1925 году был выслан из страны и провел вне её пределов 10 лет.
В 1933 году был амнистирован и в 1935 году получил возможность вернуться на родину. В 1939 году был избран депутатом Великого Национального Собрания от Кастамону.
В годы Второй мировой войны c 1942 по 1944 годы был послом Турции в Великобритании. Известна дружба Орбая с У. Черчиллем.
До конца жизни являлся убежденным приверженцем республиканского строя и всегда подчеркивал, что Мустафа Кемаль Ататюрк был единственным человеком, который смог успешно трансформировать страну из разрушающейся Османской империи в современную Турцию.

## Память
Каждый год в день рождения выдающегося флотоводца Министерство военно-морского флота выставляет на могиле Орбая в центре Стамбула почетный караул, а представители абхазской диаспоры приносят к его памятнику цветы.

## О нём
Описание жизни и деятельности Орбая содержатся в 5-томном издании известного турецкого историка Джемала Кютая «От монархии — к республике. Первый в своём столетии. Хусейн Рауф Орбай (1881—1964)», вышедшем в 1992-95 гг. в Стамбуле.